# Crasna (Gorj)
Pour les articles homonymes, voir Crasna.
Crasna est une commune roumaine située dans le județ de Gorj.